# Rana chitwanensis
Rana chitwanensis là một loài ếch trong họ Ranidae.
Nó được tìm thấy ở Nepal và có thể cả Ấn Độ.
Các môi trường sống tự nhiên của chúng là các khu rừng ẩm ướt đất thấp nhiệt đới hoặc cận nhiệt đới, vùng đất có cây bụi nhiệt đới hoặc cận nhiệt đới, đồng cỏ khô nhiệt đới hoặc cận nhiệt đới vùng đất thấp, và sông. Loài này đang bị đe dọa do mất môi trường sống.

## Hình ảnh

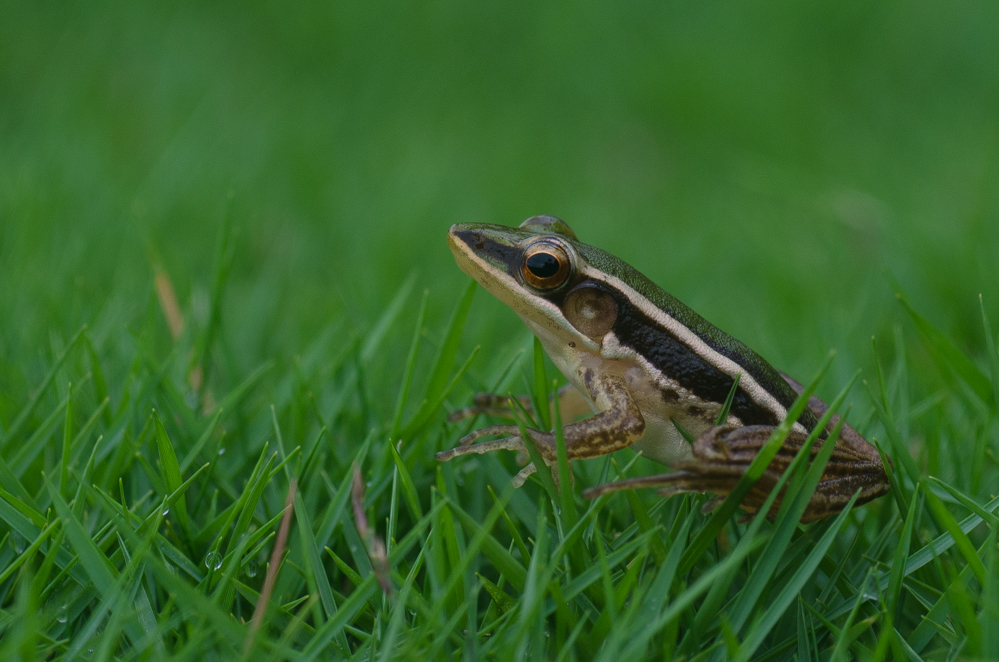